# Maianthemum formosanum
Maianthemum formosanum är en sparrisväxtart som först beskrevs av Bunzo Hayata, och fick sitt nu gällande namn av Lafrankie. Maianthemum formosanum ingår i släktet ekorrbärssläktet, och familjen sparrisväxter. Inga underarter finns listade i Catalogue of Life.

## Bildgalleri

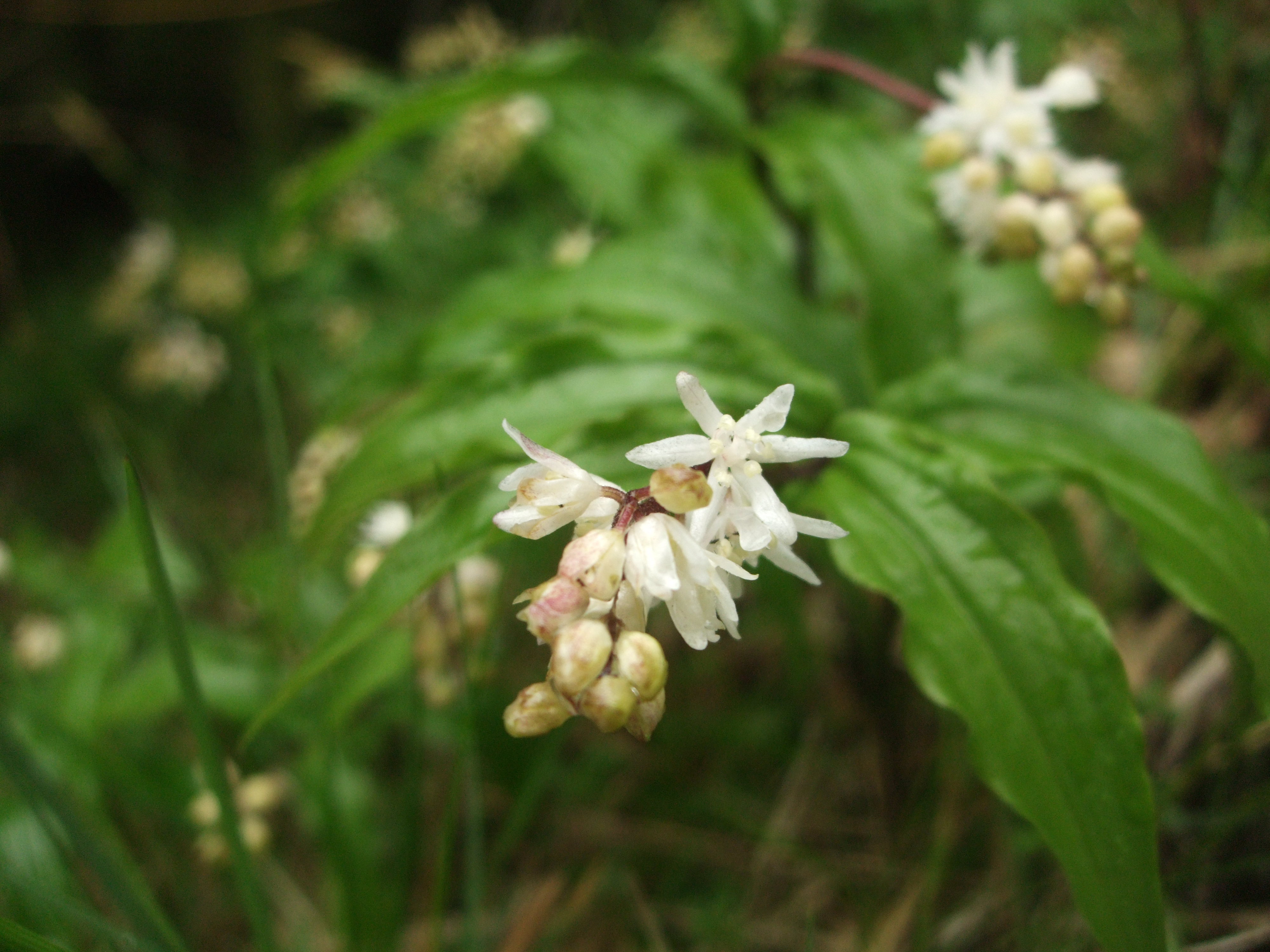